# KZ-Außenlager Hannover-Ahlem

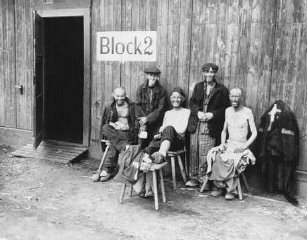
Häftlinge des KZ-Außenlagers Hannover-Ahlem vor einer der Unterkunftsbaracken nach ihrer Befreiung durch die US-Armee, 1945

Das KZ-Außenlager Hannover-Ahlem in Hannover war eines der Außenlager des KZ Neuengamme, das Ende November 1944 von der SS im Stadtteil Ahlem eingerichtet worden war. Die Planungen begannen 1943, als die alliierten Luftangriffe auf Hannover im Zweiten Weltkrieg massiver wurden, denn die Continental AG, die die kriegswichtigen Flugzeugreifen und Gasmaskenteile produzierte, sollte untertageverlagert werden. Das Lager wurde am 10. April 1945 von der US-amerikanischen Armee befreit.

## Lager

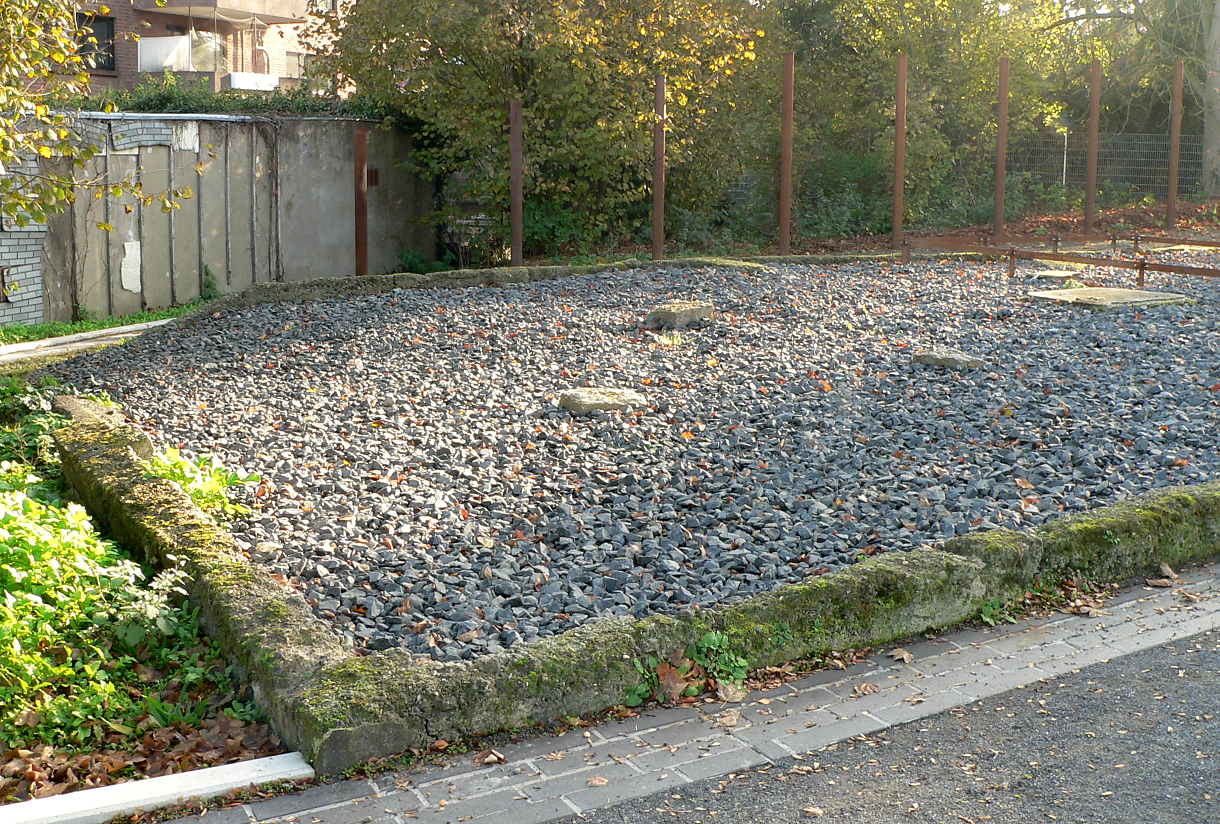
Fundamente eines früheren Gebäudes des Lagers

Im Mai 1944 wurde Dr. Weber von der Continental AG vom Generalbevollmächtigten für Sonderfragen der chemischen Erzeugung beauftragt, Schutzmaßnahmen gegen Bombardierungen zu ergreifen. Die Continental AG hielt das vorhandene Stollensystem der Ahlemer Asphalt-Gruben für geeignet, erhielt jedoch keine Genehmigung für eine derartige Nutzung. Außerdem fehlte es an Arbeitskräften und Baumaterial zum Ausbau der Stollen. Ab November 1944 übernahm die SS diese Aufgabe und verlegte zunächst 100 Häftlinge der 1000 Häftlinge aus dem nahegelegenen KZ-Außenlager Hannover-Stöcken (Continental), denen weitere aus dem gleichen Lager bis zu einer Lagerstärke von 840 folgten. Das neue Lager wurde mit stromführenden Stacheldraht umzäunt. Es bestand aus fünf Gebäuden, zwei für die Unterkunft, eines sowohl für Unterkünfte und Küche, eines für die Wäscherei und Krankenrevier und ein weiteres als Waschgebäude mit Toilette und Waschräumen. Bei den Bauten handelte es sich bis auf das steinerne Waschgebäude um Holzbaracken. Neben dem Lager außerhalb der Umzäunung befand sich eine Holzbaracke der Wachmannschaft. Das Lager lag etwa 100 Meter nördlich der Harenberger Meile nahe dem Stolleneingang zu den Asphalt-Gruben.

## Lagerhäftlinge und -personal

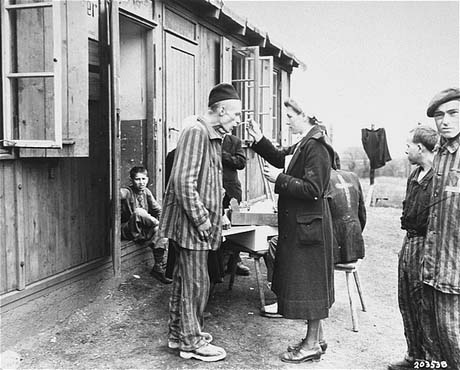
Kranker polnischer Häftling bekommt Medizin von deutscher Angehörigen des Roten Kreuzes im Außenlager Hannover-Ahlem nach der Befreiung durch die US-Armee

Die Häftlinge mussten in zwei 12-Stunden-Schichten in den Stollen mit Hacken und Schaufeln arbeiten, um die vorhandenen Gänge für die Maschinen zu erweitern. Im Stollen mussten die Häftlinge bei etwa 10 °C Kälte und einer 85 Prozent hohen Luftfeuchtigkeit arbeiten. Dies waren extrem ungünstige Bedingungen für körperliche Arbeiten, denn es war kalt und nass und die Häftlinge litten zusätzlich unter den Misshandlungen des SS-Lagerpersonals. Kommandoführer war der auch im KZ-Außenlager Hannover-Stöcken (Continental) eingesetzte Kommandoführer Otto Harder. Disziplinarisch unterstand das Lagerpersonal dem Stützpunktleiter, SS-Hauptsturmführer Kurt Klebeck. Führer der 60 Mann starken Wachmannschaft war der SS-Oberscharführer Hans Harden. Des Weiteren war der SS-Rottenführer Wilhelm Damann gefürchtet, der als extrem brutal galt und an mehreren Häftlingsermordungen beteiligt war. Ebenso brutal war der Lagerälteste Heinrich Johann Wexler.
Dieses Außenlager hatte die höchste Sterblichkeitsrate der sieben Konzentrationslager von Hannover. Der Lagerkommandant des KZ Neuengamme, Max Pauly, ließ daraufhin 250 bis 350 Lagerhäftlinge ins Stammlager zurückbringen, um anschließend den Bestand mit dänischen, polnischen und russischen Häftlingen wieder aufzufüllen. Dadurch sank die Sterblichkeit kurzfristig, denn diese lag Ende Dezember bei 22 Toten je Woche und stieg in der ersten Januarwoche auf 44. Innerhalb von eineinhalb Monaten war die Hälfte der jüdischen Lagerhäftlinge entweder tot oder nicht mehr arbeitsfähig. Das Waschgebäude diente auch als Hinrichtungsstätte, in dem etwa 20 Häftlinge gehängt wurden. Mindestens 300 Häftlinge starben im Lager.
Am 25. März 1945 kamen nochmals weitere 340 Häftlinge aus dem KZ-Außenlager Hildesheim, das bereits aufgegeben worden war, zu den schon vorhandenen 750. Die Evakuierung des Lagers begann am 6. April 1945 mit 850 Häftlingen. Die SS setzte 600 Häftlinge auf einen Todesmarsch und ließ 250 nicht marschfähige zurück. Sie wurden am 10. April 1945 von amerikanischen Soldaten der 84. US-Infanterie Division, unter denen sich auch der spätere Außenminister Henry Kissinger befand, befreit. Auf dem Marsch ins KZ Bergen-Belsen wurden mehrere Häftlinge erschossen. Die marschfähigen Häftlinge erreichten Bergen-Belsen am 8. April 1945, das nur wenige Tage später von britischen Verbänden ebenfalls befreit wurde.
Zu den Häftlingen gehörte auch der spätere Unternehmer und Computerpionier Jack Tramiel, Gründer von Commodore International.

## Gerichtsverfahren
Im April 1947 begann vor einem britischen Militärgericht im Rahmen der Curiohaus-Prozesse der Prozess in Hamburg gegen das SS-Personal des KZ Hannover-Ahlem. Zum Tode durch den Strang verurteilt wurden SS-Rottenführer Damann und der SS-Wachmann Streit. Otto Harder wurde zu 15 Jahren Haft verurteilt. Diese Haftstrafe wurde auf 10 Jahre abgesenkt und Harder wurde bereits 1951 aus dem Gefängnis entlassen. Hans Harden wurde zu einem Jahr Gefängnis verurteilt. Zwei Kapos des Lagers erhielten lebenslange Haftstrafen. Im Jahre 1975/76 wurde der Prozess des Lagerältesten Hans Wexler angesetzt. Er wurde zu lebenslanger Haft verurteilt und verließ das Gefängnis 1982 aus gesundheitlichen Gründen.

## Erinnerung und Mahnmal

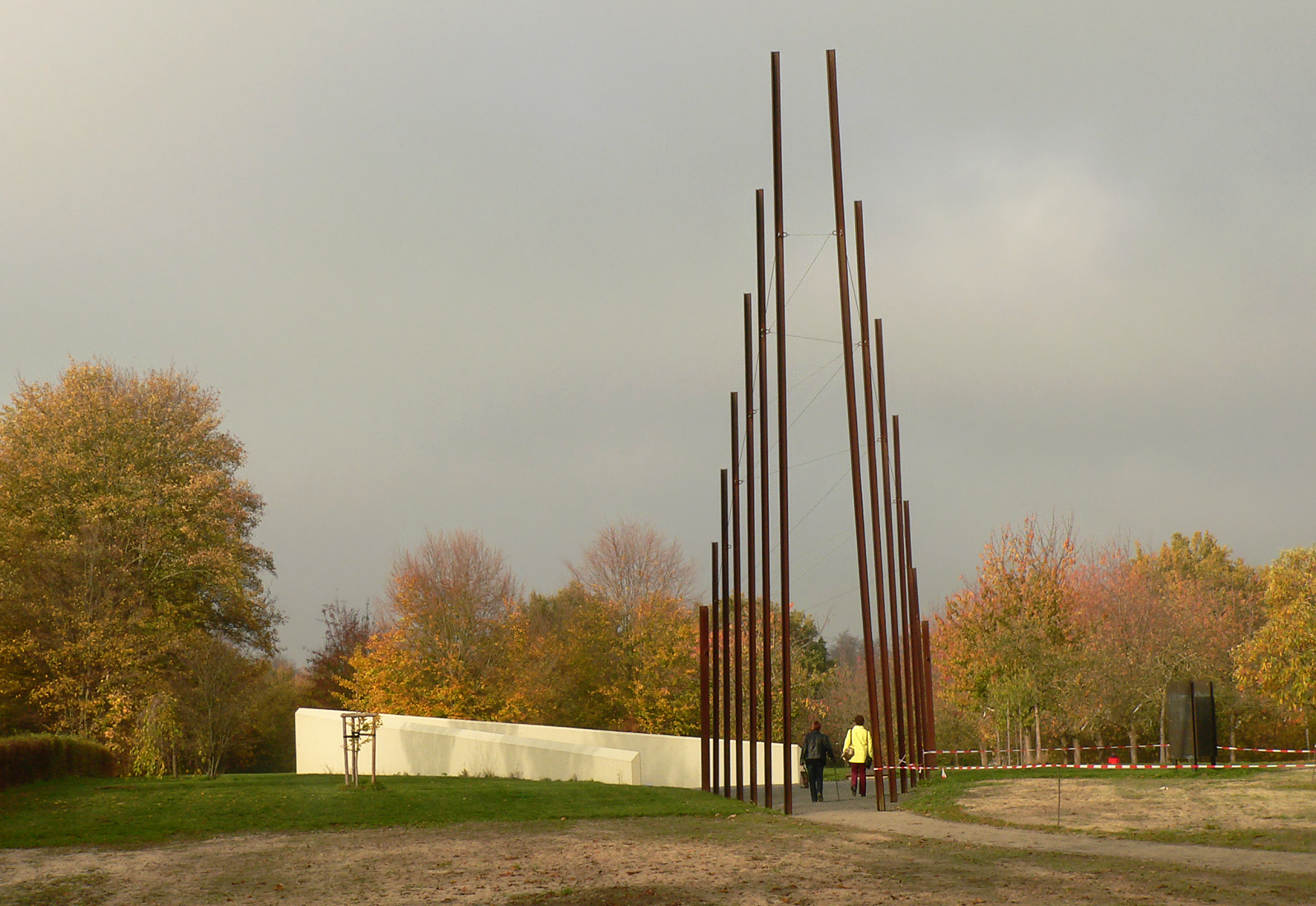
Mahnmal

Die Geschichte des Lagers, das Schicksal der Inhaftierten und die Aufarbeitung in der Nachkriegszeit insbesondere zur Strafverfolgung ist Mitte der 1980er Jahre umfassend dokumentiert worden. Die Aufarbeitung der NS-Geschichte aus lokaler Perspektive begannen junge Historikerinnen und Historiker bereits in den 1970er Jahren, was 1983 zur Ausstellung  „Konzentrationslager in Hannover“ im KUBUS führte.
In der Gedenkstätte Ahlem in der ehemaligen Israelitischen Gartenbauschule Ahlem befindet sich eine öffentlich zugängliche Dokumentation über das Lager.
1987 gründete sich der Arbeitskreis „Bürger gestalten ein Mahnmal“. Er entwarf ein 1992 und 1993 realisiertes Mahnmal. Es entstand unweit des früheren Lagergeländes, das sich in Privatbesitz befand und nicht genutzt werden konnte. Das Mahnmal besteht aus zwei spitz zulaufenden Betonwänden, die den Eingang der Ahlemer Asphalt-Gruben symbolisieren. An den Wänden wurden reliefartige Asphaltplatten angebracht und in der Spitze versperren 750 Asphaltplatten symbolisch den Eingang. Jede Platte steht für einen umgekommenen Häftling. Darüber hinaus gehören zum 1994 eingeweihten Mahnmal 14 senkrecht in den Boden eingebrachte Eisenbahnschienen. In Verbindung mit dem Stolleneingang bilden sie symbolisch einen Appellplatz, auf dem die Häftlinge antreten mussten. Die Schienen stehen für die Zwangsarbeit in den Asphalt-Gruben unter Nutzung von Loren und die Deportation der Häftlinge mit der Eisenbahn.
2001 wurden neben dem Mahnmal zwei kupferne Stelen aufgestellt, die mit 299 Namen sowie den Geburts- und Sterbedaten der Opfer des KZ Ahlem beschriftet sind. 2024 wurde in Gegenwart der Holocaust-Überlebenden Ruth Gröne eine weitere Namensstele für 26 umgekommene oder ermordete KZ-Häftlinge enthüllt, die durch neue Forschungen ermittelt werden konnten.

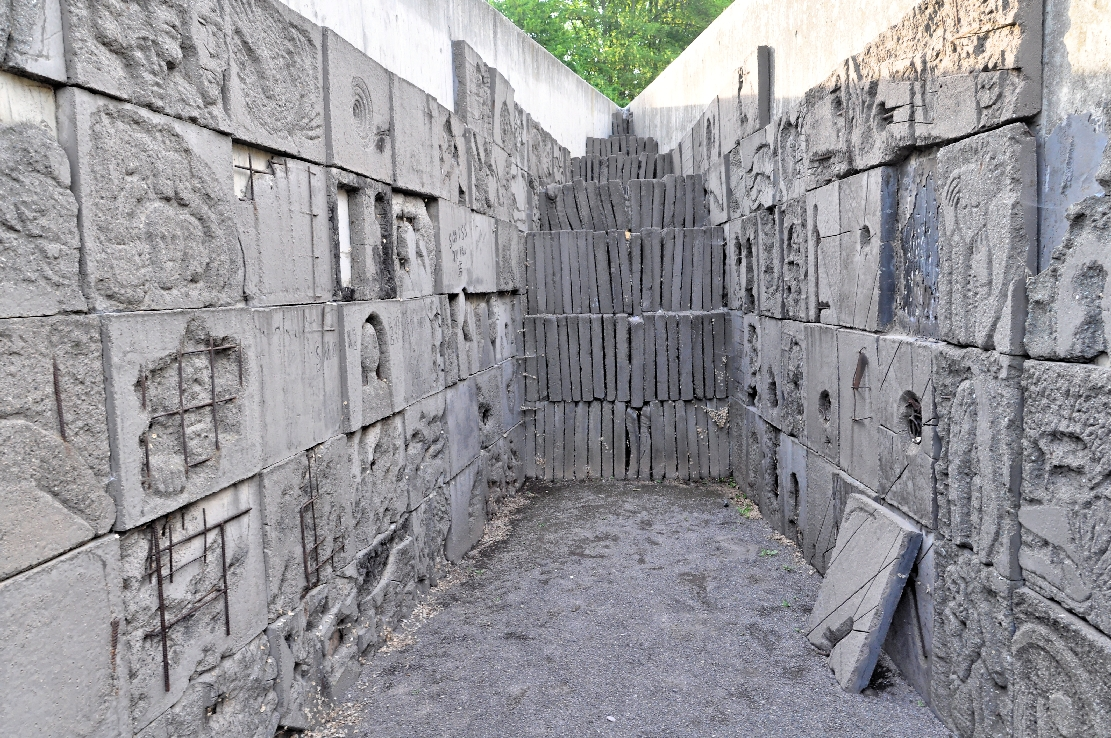
Im Mahnmal mit den Asphaltplatten an den Wänden und dem symbolischen Stolleneingang, der mit Platten verstellt ist
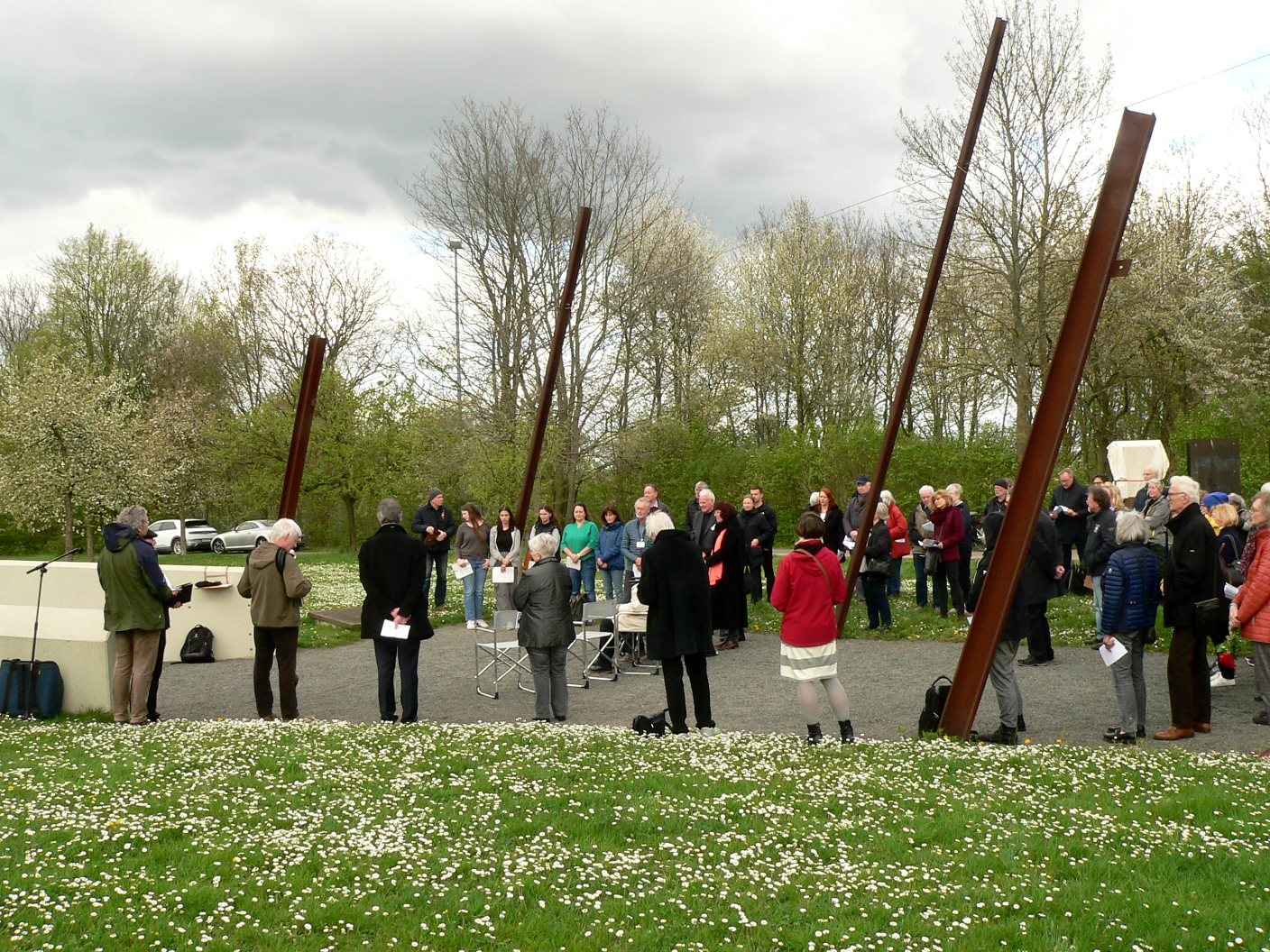
Gedenkveranstaltung am Mahnmal zum 79. Jahrestag der Befreiung des Lagers, 2024
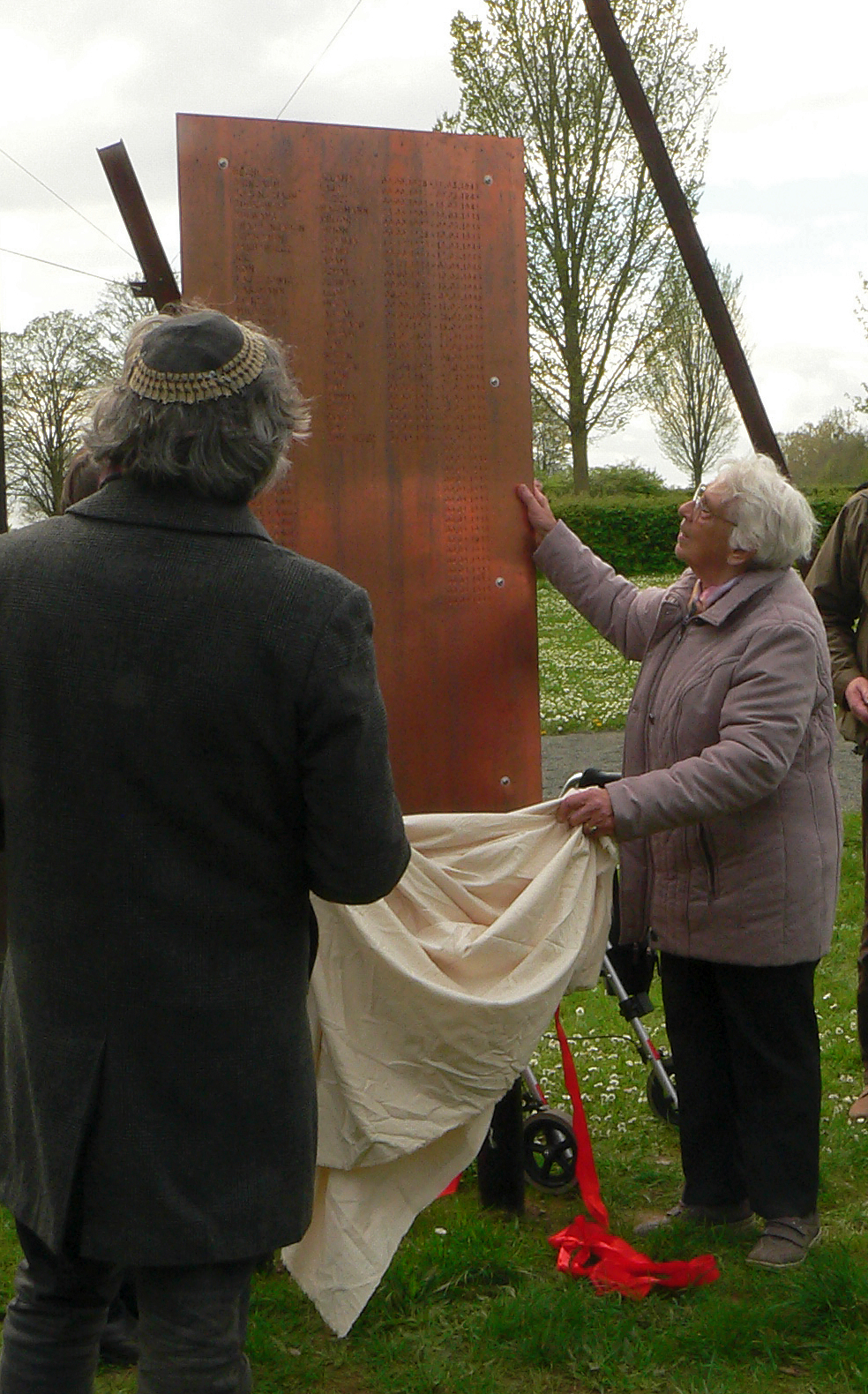
Enthüllung der dritten Namensstele für die Opfer durch die Holocaust-Überlebenden Ruth Gröne, 2024

## Erschließung des KZ-Geländes
2022 wurde ein auf Betreiben der Stadt Hannover in Zusammenarbeit mit dem Arbeitskreis „Bürger gestalten ein Mahnmal“ geschaffener Rundweg auf dem Areal des KZ-Außenlagers eingeweiht. Er erschließt das Gelände und führt an den Fundamentresten des zerstörten Lagers entlang. Informationstafeln beschreiben „die Geschichte des Lagers und seiner Befreiung“. Das in Privateigentum befindliche Lagergelände ist von der Stadt Hannover gepachtet.

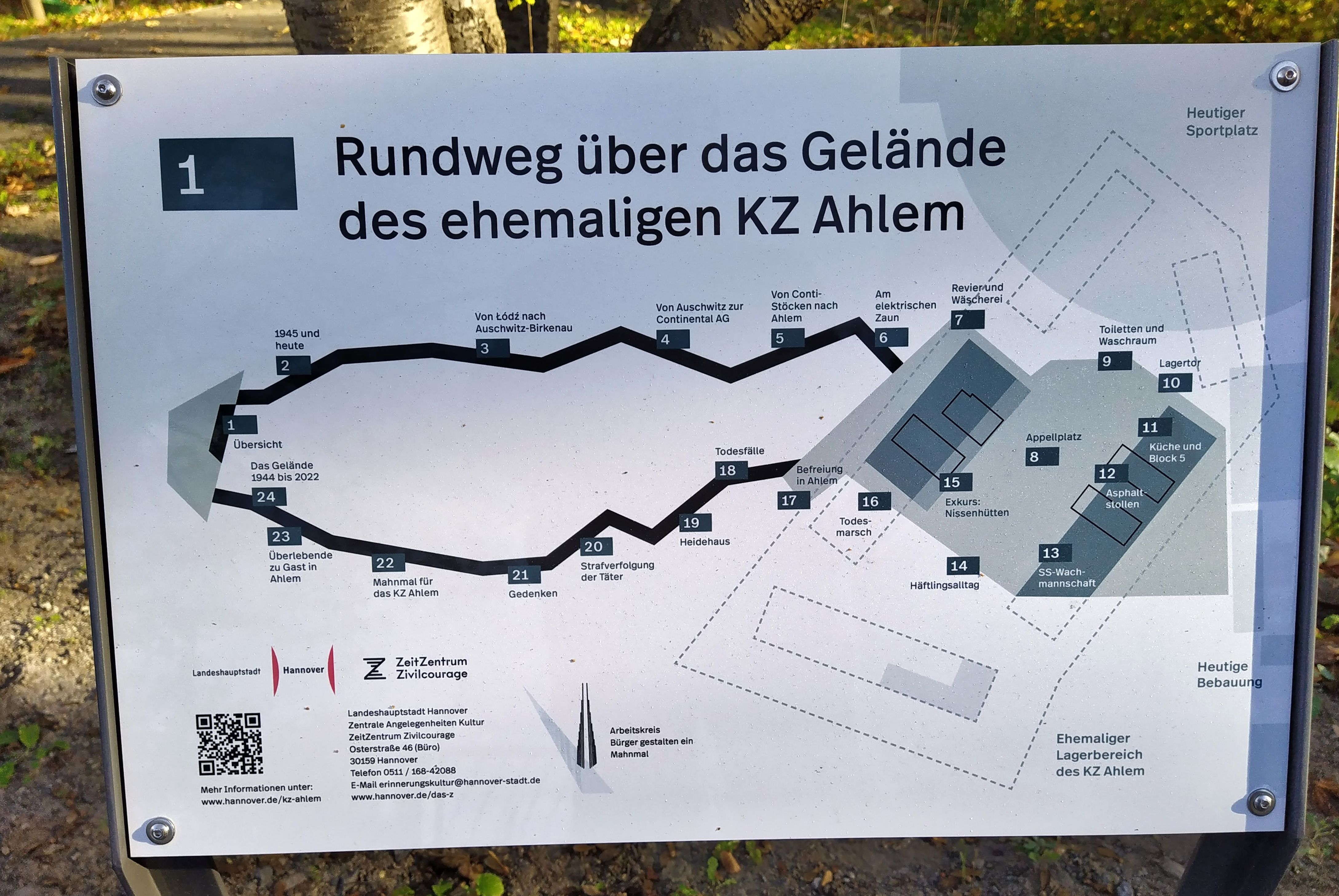
Übersichtstafel des Rundwegs auf dem Areal des KZ-Außenlagers
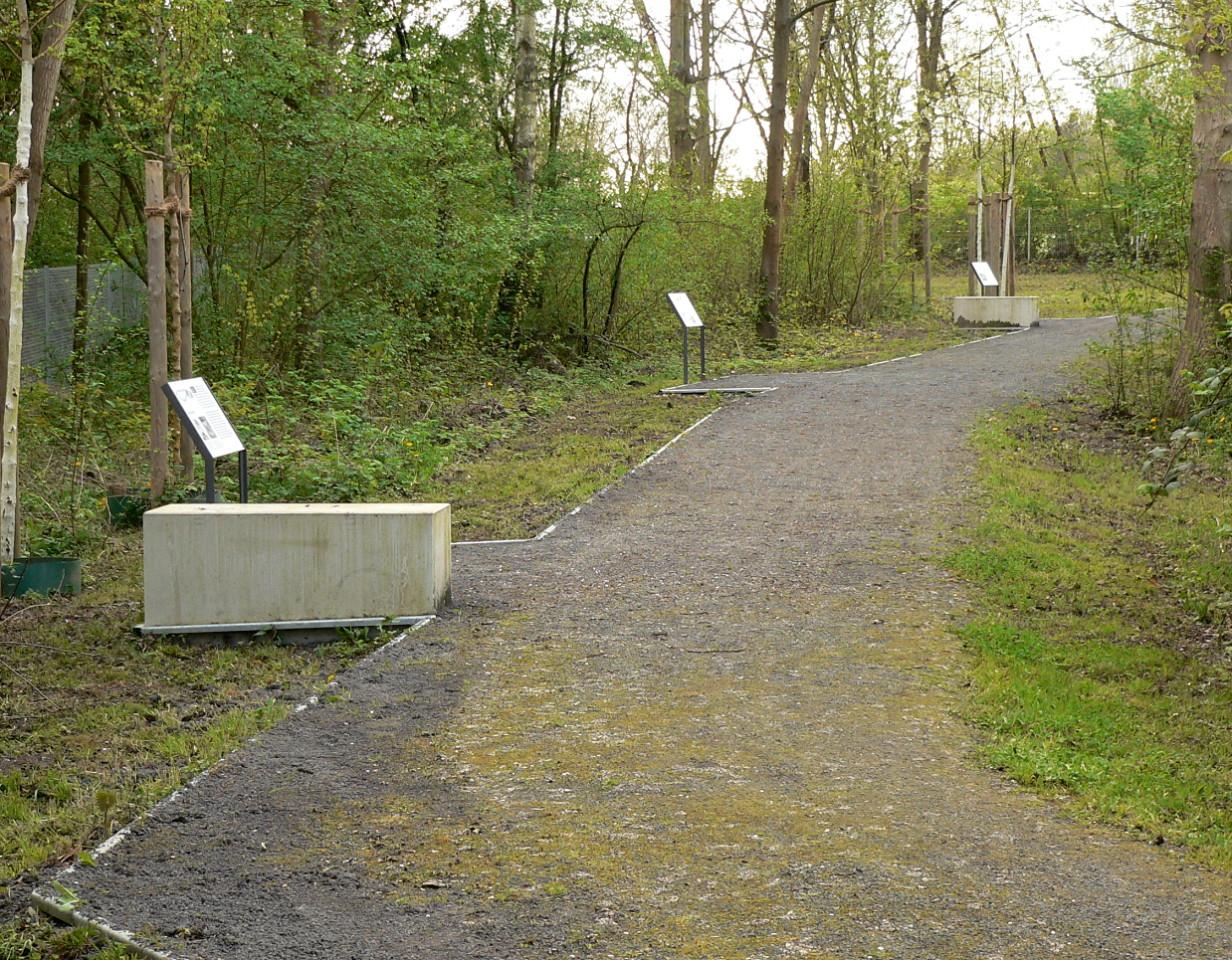
Rundweg mit Stationen
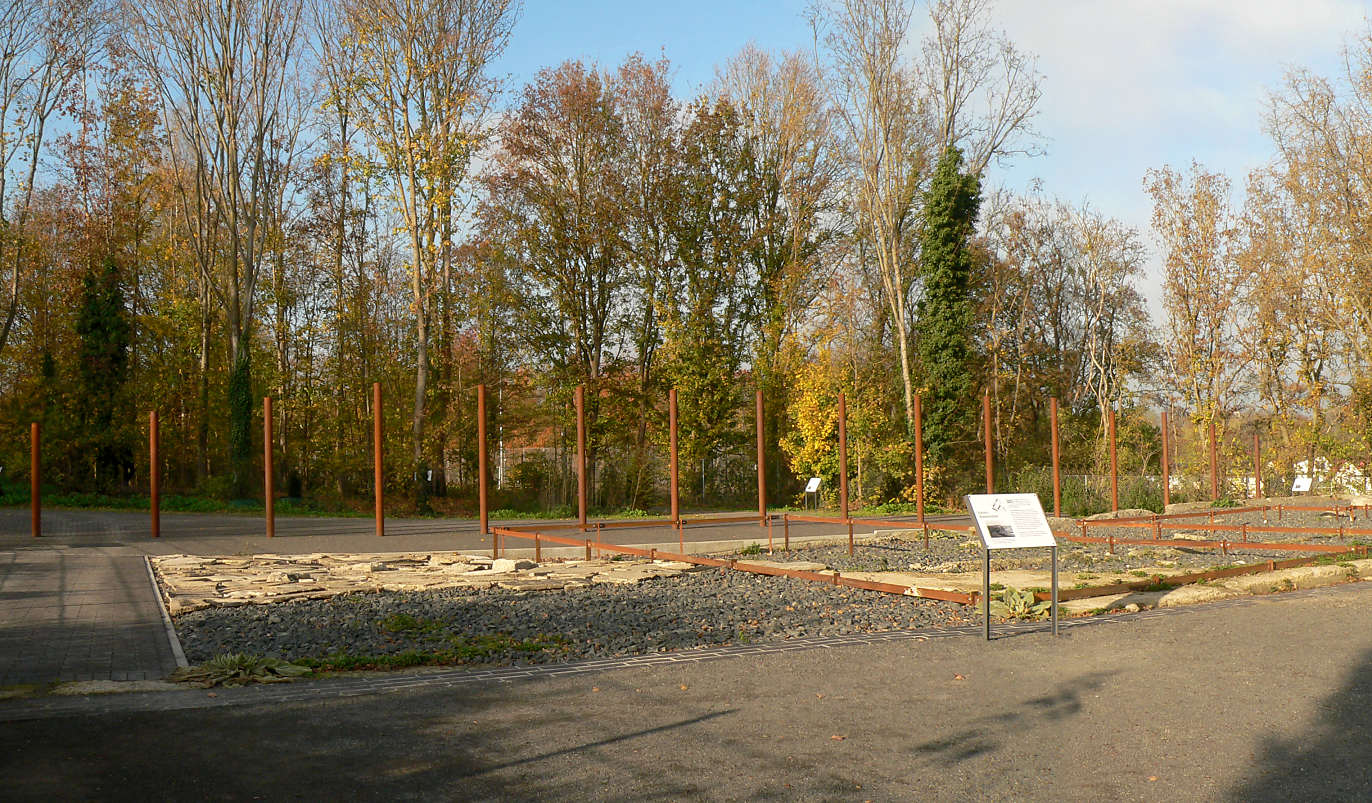
Blick vom früheren Appellplatz auf Fundamente von Gebäuden des Lagers